# Mesopolobus ruskini
Mesopolobus ruskini är en stekelart som först beskrevs av Girault 1917.  Mesopolobus ruskini ingår i släktet Mesopolobus och familjen puppglanssteklar. Inga underarter finns listade i Catalogue of Life.